# デュアン・サーク
『デュアン・サーク』は、電撃文庫から刊行されている深沢美潮によるライトノベルおよびそれを原作としたメディアミックス作品。イラストは、第一部がおときたたかお、第二部以降は戸部淑が担当している。

## 概要
1996年に電撃文庫で刊行が開始される。同作者の小説『フォーチュン・クエスト』の約100年前、『青の聖騎士伝説』と同時代の話で、『フォーチュン・クエスト』の時代で勇者と称えられるデュアン・サークの話である。『青の聖騎士伝説』の登場人物の一部は本作にも登場する。
おときたたかおのイラストで8巻まで『デュアン・サーク』が刊行された後、戸部淑のイラストで続編の『デュアン・サークII』の刊行が開始されている。漫画化もされており、第一部1-2巻（「魔女の森」上下巻）をコミック化したおときたたかおによる漫画と、オリジナルストーリーのきむらひろきによる漫画が存在する。
また、第二部の13巻で完結予定だったが、作者の意向により15巻が最終巻となる。

## あらすじ
主人公、16歳レベル2の戦士デュアン・サークはファイターとなった兄ゲイリーを慕い、冒険者のファイターとなった。そして兵団に入るが、そこではくる日もくる日も芋の皮剥きや雑用ばかり、あげくに森の中においてけぼりにされる始末。
だがそれが、彼の人生の転機であった。
ベテランファイターのオルバ、美少女魔法使いアニエスとの出会いをきっかけに、デュアンは勇者となる道を歩みだす。

## 登場人物
デュアン・サーク
未来では勇者と呼ばれるが、作品開始当初はまだまだひよっこファイター。
身長181cm、体重57kgでほとんどガリガリ。
女の子のような顔立ちに、細身の体、見た目通り体力はないが頭の回転がよく機転のよさで数々の困難を乗り越える。
昔は体が弱く、親同然に育ててくれた兄ゲイリーを追いファイターとなる。
冒険の中で自分の中に魔法に対する才能があることを見いだし、オルバ達と別れ魔法剣士となるべく魔法使いサヴァランの所で修行をする。
金の森の事件によりテレポーテーション魔法が使えるようになる。
チェック
デュアンが卵から孵した「グリーニア」という種族である羽トカゲの子供。
デュアンのことを親のように慕っており、単純なものではあるが人間の言葉を話し（語尾によく「ギィーッス」とつける）や簡単なヒール（回復）の魔法を使うことができる。
好奇心が旺盛で、何でもチェックしないと気がすまない性格なためにこういう名前がつけられた。
酒好きで酒乱。よくオルバの相手をしている。
オルバ・オクトーバ
デュアンが森の中で出あったベテランファイター。
24歳でレベル12という、凄腕のファイターである。
身長193cm、体重82kg、瞳の色は黒、長い黒髪を後ろで束ねている。
無骨で筋骨隆々なまさにファイターといった風体だが、案外面倒見がよくデュアンに度々剣の稽古をつけてやったりする。
武器はツーハンデットソードとダガーで、防具は火の耐性があるマジックアーマー。
実は妻帯者であったが、離婚している。
アニエス・R・リンク
オルバと同じく森の中で出あった魔法使い。
赤い燃えるような髪と紫水晶のような瞳の美少女だが、気が強く、高レベルのファイアーの呪文を使う。しかし、一発で全て魔力を使い果たしてしまうので卒倒する。
嫌いな生き物は、ゴキブリなどの足のたくさんある虫と、スライム系のモンスター。
実はフィアナ国の王女で母親は火の精霊使い。
後に自分も精霊使いの道へと転職する。
クノック
アニエスにいつも騎士のようにつき従う雪豹。
敵には容赦ないが、仲間には心強い。アニエスに絶対服従である。
度々乗り物としてアニエスを乗せるが揺れが激しいらしい。
ルルフェット・ドウラルルード
金の森に住む少女。森の人たちを「父さまたち」と呼ぶ。超が百つくほどの恥ずかしがり屋。名前は森の人たちの言葉で「鳥の落とした木の実」という意味。
冒険者としての職業はレンジャー。
デュアンに淡い恋心を抱いている。
ルイーザ
母性本能の強い種族ドモトンのメスで、ルルフェットに近づく人を一本背負いで投げ飛ばす。
背丈は2メートルをゆうに超えていて、全身を覆う毛はライトベージュ、長い垂れ耳で、つぶらな黒い眼はクリクリしている。
草食性で花しか食べない。
クレイ・ジュダ・アンダーソン
オルランドの銀ねず城での戦いでデュアンたちと出会う。
オルバとタイプは異なるが優れた剣技の使い手の上、解呪系の魔法も自在に駆使する魔法戦士。
サラスの沼で手に入れた伝説のシドの剣を持ち、髪の色と同じ黒いアーマーを着ている。
現在は、ランドと共に行動している。
後に「青の聖騎士」として歴史に名を残すが、本作ではまだその称号は得ておらず、エピローグにてこれから挑戦する意思表明をしている。
『フォーチュン・クエスト』に登場するクレイ・S（シーモア）・アンダーソンは曾孫に当たる。
ランド・ブーツ
元盗賊で、過去に火龍（サラマンダー）との戦いで、死にかけている所を謎の老婆に助けられるが、本人が気絶している間にアサッシンギルドに売られ、暗殺者（アサッシン）となる、
クレイ・ジュダを暗殺しようとしたが、失敗し逆に斬られ大怪我をおうが、クレイ・ジュダに助けられ、それ以来クレイ・ジュダ共に行動している。
その後冒険者カードを取り直し、また盗賊となった。
『フォーチュン・クエスト』に登場するトラップ（ステア・ブーツ）は曾孫に当たる。
アルフレック・ヴォルガー
かつて、冒険者でなかった頃のオルバに冒険者について教えた人物。
口調が優しく、性格も温厚な戦士。
42歳だが体格や身のこなし、体力、飲みっぷりは、オルバに負けない。
かつては輝くような金髪だったが、今は白髪交じりになり、無精髭も同じである。本人曰く、歳を取ったおかげで若い女性からもてる様になったらしい。
ホーチナムのダンジョンで、魂の井戸と呼ばれる穴に落ちて死んでしまう。
ズーニョ・ラフロフ
34歳の僧侶で、背の高さは、オルバよりすこし低いくらい。
いつもフードを目深にかぶり、顔の半分はボサボサの髪に覆われているが、意志の強い黒い目と少し大きめの口、美しい肌を持つ魅力的な女性。
ずだ袋のようなローブに全身を包み、威力の高いメイスを持つ。
無口で無愛想だが、強力な解呪魔法と攻撃魔法を使える。
ロッキー
オルバ達がホーチナムのダンジョンで、一緒に戦ったイリュージョニスト。
小さな目に尖った鼻、頬のこけた青い顔をし、手足も鳥ガラのように細い。第一印象は若いか年寄かよくわからないがまだ21歳。
無口で、陰気な雰囲気を漂わせ、存在感も薄い。
作れるのは岩だけで時間制限付き。
ヴァル・サヴァラン
魔力を持った者が多く生まれる国バハムルで生まれたロンザ王国の宮廷に仕える魔法使い。
攻撃系も防御系も得意とする一番の魔法の使い手であり、かつて闇魔（ダークイビル）を一度倒したことがある。
デュアンの師であり、デュアンがとんでもない魔力の持ち主であることに気づいていた。
尖り帽子（ヌクヌク帽+2）と長いローブ（防御魔法がかかっている）、節くれだった大きなロッドを持つ。
金目・銀目
ルカ島のレットドラゴンのクエストで、デュアンたちと一緒に冒険した双頭の魔術師。
金目は本名グリ・モーグで、金髪・金目のためこう呼ばれており、高レベルのファイヤー系の魔法と、低レベルの防御魔法を使う。
銀目は本名グラ・モーグで、銀髪・青目のためこう呼ばれており、高レベルのコールド系魔法を使う。
金目銀目は双頭（ひとつの体を共有している）で、背丈は2メートル近くあり、黒いマントをまとっている。

## 既刊一覧

### 小説
- デュアン・サーク
  1. 魔女の森（上） （1996年9月25日発行、ISBN 4-07-305107-5）
  2. 魔女の森（下） （1996年10月25日発行、ISBN 4-07-305231-4）
  3. 双頭の魔術師（上） （1997年10月25日発行、ISBN 4-07-307098-3）
  4. 双頭の魔術師（下） （1998年8月25日発行、ISBN 4-07-309499-8）
  5. 銀ねず城の黒騎士団（上） （1999年9月25日発行、ISBN 4-8402-1285-6）
  6. 銀ねず城の黒騎士団（下） （2000年3月25日発行、ISBN 4-8402-1479-4）
  7. 氷雪のオパール（上） （2000年11月25日発行、ISBN 4-8402-1684-3）
  8. 氷雪のオパール（下） （2001年6月25日発行、ISBN 4-8402-1847-1）
- デュアン・サークII
  1. 翼竜の舞う谷（上） （2002年10月25日発行、ISBN 4-8402-2189-8）
  2. 翼竜の舞う谷（下） （2003年7月25日発行、ISBN 4-8402-2189-8）
  3. 魔法戦士誕生（上） （2004年1月25日発行、ISBN 4-8402-2570-2）
  4. 魔法戦士誕生（下） （2004年8月25日発行、ISBN 4-8402-2751-9）
  5. 勇者への道（上） （2005年5月25日発行、ISBN 4-8402-3039-0）
  6. 勇者への道（下） （2005年11月25日発行、ISBN 4-8402-3207-5）
  7. 烈火錯乱（上） （2006年8月25日発行、ISBN 4-8402-3518-X）
  8. 烈火錯乱（下） （2006年12月25日発行、ISBN 4-8402-3637-2）
  9. 堕ちた勇者（上） （2007年5月25日発行、ISBN 978-4-8402-3840-3）
  10. 堕ちた勇者（下） （2007年11月25日発行、ISBN 978-4-8402-4064-2）
  11. 導くもの、導かざるもの（上） （2008年7月25日発行、ISBN 978-4-04-867131-6）
  12. 導くもの、導かざるもの（中） （2009年6月10日発行、ISBN 978-4-04-867845-2）
  13. 導くもの、導かざるもの（下） （2010年4月10日発行、ISBN 978-4-04-868464-4）
  14. 永遠の約束、それぞれの旅立ち（上） （2010年10月10日発行、ISBN 978-4-04-868908-3）
  15. 永遠の約束、それぞれの旅立ち（下） （2011年3月10日発行、ISBN 978-4-04-870320-8）

### 漫画
- デュアン・サーク
  1. （1999年10月15日発行、ISBN 4-8402-1332-1）
  2. （2002年10月15日発行、ISBN 4-8402-2132-4）
- デュアン・サーク -詩人の称号- （2003年2月15日発行、ISBN 4-8402-2297-5）